# Pitkäkari (ö i Finland, Norra Österbotten, Haapavesi-Siikalatva)
Pitkäkari är en halvö i Finland. Den ligger i sjön Ainali och i kommunen Haapavesi i den ekonomiska regionen  Haapavesi-Siikalatva ekonomiska region  och landskapet Norra Österbotten, i den centrala delen av landet, 500 km norr om huvudstaden Helsingfors.